# جيترة معيونة
جَيْتَرَة مَعْيُونَة نوعٌ من الجيترة. أعطانها نقاف ومجادح البحر الأبيض المتوسط. جسمها شبه إهليلجي يطول نحو 22 سم. رأسها مستضخم الجرم مقطوم الخطم. عيناها كبيرتان جاحظتان رفيعتا الارتكاز. لامستها منشعبتا الأطراف منتصبان فوق العينين. ثوبها إلى الخضار الزيتي يعلوه تبقيج لاقياسي التدنير أزرق عند الذكر أخضره عند الأنثى. زعانفه ملونة. الظهرية الأولى كبيرة القد شراعية متسطيلة أسلاك الشعع، يعلوها زنمة كبيرة شديدة الزرقة مطوقة بالأبيض. زعنفتها الصدرية مروحية الشكل منخسية الشعع. زعنفتها الذيلية مستديرة الطرف. لحمها متوسط الصنف مأكول.